# چه بر سر دوشنبه آمده؟
چه بر سر دوشنبه آمده؟ (به انگلیسی: What Happened to Monday) فیلمی است در ژانر مهیج و علمی-تخیلی نوشته مکس باتکین و کری ویلیامسن و به کارگردانی تومی ویرکولا. نومی راپاس، گلن کلوز و ویلم دفو در این فیلم ایفای نقش کرده‌اند. حق پخش آن در ایالات متحده آمریکا و دیگر بازارها از سوی نت‌فلیکس خریداری شد و فیلم در ۱۸ اوت ۲۰۱۷ به روی پرده رفت.
همچنین اولین نمایش این فیلم در جشنواره لوکارنو رقم خورد.

## خلاصهٔ داستان
در حدود سال ۲۰۴۳ م. افزایش جمعیت سبب بروز بحرانی شده‌است. دولت دست به برپایی قانون تک‌فرزندی اجباری می‌زند و فرزندهای اضافی را از خانواده‌ها به زور می‌گیرد. در این میان زنی به نام کرن ستمن مخفیانه هفت فرزند همزاد دنیا می‌آورد و خود می‌میرد. پدر کرن ستمن این هفت خواهر همزاد و کاملاً همسان را پنهانی می‌پرورد و از چشم دولت دور نگاه می‌دارد. او بر هر کدام از این دخترها نام یکی از روزهای هفته را می‌نهد، هر دختری حق دارد در روز همنام خودش در هفته بیرون برود و در بیرون همگی هویت واحد مادر درگذشته‌یشان کرن ستمن را دارند. کودکان با همین ترتیب بزرگ می‌شوند. تا اینکه ۳۰ سال بعد یک‌روز یکی از خواهرها در روزی که مصاحبه‌ای برای ترفیع شغل‌شان دارند به سر کار می‌رود ولی دیگر باز نمی‌گردد و بحران از اینجا آغاز می‌شود. مشکل اینجاست که آن‌ها نمی‌توانند در یک روز دونفرشان بیرون باشد و به همین دلیل نمی‌توانند به دنبال خواهرشان بیرون بروند از طرف دیگر سیستم مکان‌یاب خواهرشان نیز خاموش شده‌است. به هر حال روز سه‌شنبه خواهری که هم نام همین روز است تصمیم می‌گیرد به صورت عادی به بیرون برود و معمولی رفتار کند تا شاید بتواند سرنخی از خواهرشان پیدا کند.
تصور خواهران این است که ماجرا تقصیر یکی از همکاران‌شان به نام جری است که در رقابت برای آن‌ها در ترفیع درجه است؛ زمانی‌که خواهری که در روز سه‌شنبه بیرون است قصد بازگشت به خانه را دارد توسط مأموران امنیتی بازداشت می‌شود.
در همین موقع مأموران امنیتی به خانهٔ آن‌ها وارد می‌شود و قصد کشتن‌شان را دارند. آن‌ها موفق می‌شوند از دست آنان جان سالم به در ببرند اما یکی از خوهران جان خود را از دست می‌دهد. خواهران که جری را مقصر فاش شدن راز خود می‌دانند تصمیم می‌گیرند که یک نفرشان به خانهٔ جری برود و از ماجرا سر دربیاورد و جری را بکشد. وقتی که یکی از خواهرها به خانهٔ جری می‌رسد می‌فهمد که او از راز خواهری آن‌ها خبر ندارد و رازی که او درباره‌اش صحبت می‌کند، واریز پول زیادی از بانک توسط کارن ستمن به حساب شخصی است که قصد ورود به مجلس را دارد ...